# Усть-Кишертское сельское поселение
Усть-Кише́ртское се́льское поселе́ние — муниципальное образование в составе Кишертского района Пермского края Российской Федерации.
Административный центр — село Усть-Кишерть.

## География
Усть-Кишертское сельское поселение расположено в западной части Кишертского муниципального района. Площадь территории сельского поселения 267,6 км². (Усть-Кишертское — 184,16 км² + Черноярское — 83,43 км²), что составляет 19 % от общей площади территории Кишертского района (1400 км²).

## История
Законом Пермского края от 6 мая 2013 года № 197-ПК, Усть-Кишертское и Чёрноярское сельские поселения преобразованы путём их объединения во вновь образованное муниципальное образование Усть-Кишертское сельское поселение с административным центром в селе Усть-Кишерть.

## Население
| 2000  | 2004  | 2008  | 2010  | 2012  | 2013  | 2014  |
| ----- | ----- | ----- | ----- | ----- | ----- | ----- |
| 6260  | ↘6206 | ↘6067 | ↘5318 | ↘5207 | ↘5146 | ↗5584 |
| 2015  | 2016  | 2017  | 2018  | 2019  | 2020  |       |
| ↘5522 | ↘5509 | ↘5385 | ↘5381 | ↘5294 | ↘5236 |       |

## Состав сельского поселения
В состав сельского поселения входит 18 населённых пунктов
| №  | Населённый пункт  | Тип населённого пункта       | Население |
| -- | ----------------- | ---------------------------- | --------- |
| 1  | Гарино            | деревня                      | ↗86       |
| 2  | Грамолята         | деревня                      | →3        |
| 3  | Женево            | деревня                      | →3        |
| 4  | Заполено          | деревня                      | ↗53       |
| 5  | Лёк               | деревня                      | ↗47       |
| 6  | Мазуевка          | деревня                      | ↗315      |
| 7  | Макарята          | деревня                      | ↘66       |
| 8  | Низкое            | деревня                      | ↗180      |
| 9  | Падуково          | деревня                      | →2        |
| 10 | Полетаево         | деревня                      | →4        |
| 11 | Пятково           | деревня                      | →13       |
| 12 | Седа              | село                         | ↘298      |
| 13 | Сергино           | деревня                      | ↘33       |
| 14 | Спасо-Барда       | село                         | ↘415      |
| 15 | Усть-Кишерть      | село, административный центр | ↘3986     |
| 16 | Частые            | деревня                      | →15       |
| 17 | Черноярская Одина | деревня                      | ↘78       |
| 18 | Чёрный Яр         | село                         | ↘198      |

### Упразднённые населённые пункты
- Махали, Саламатово, Чирки — упразднённые в 2025 году деревни [16].

## Экономика и предприятия
На территории поселения работают такие основные предприятия и организации, как ООО «ДСП-15», ООО «МТС», Кишертское МУП «Водоканал», Кишертское МУП «Теплоэнерго», ПО «Стрелец» и другие. Основными видами деятельности является — дорожное строительство, добыча нерудных материалов, производство хлебопекарных изделий, заготовка и переработка древесины, содержание и обслуживание социальной инфраструктуры.
Субъектов малого предпринимательства на территории поселения действует 49 (Объектов малого среднего и индивидуального предпринимательства — 140), основными видами предпринимательской деятельности являются заготовка и переработка древесины, а также розничная торговля продовольственными и непродовольственными товарами, предоставление услуг населению.
На территории поселения работает одно сельхозпредприятие. Это СПК «Спасбардинский». Посевная площадь составляет 2170 га., в том числе зерновые 1118 га. Поголовье КРС 635 голов (223 головы- дойное стадо). Надой на одну фуражную корову — 6304 кг; урожайность — 17,5ц/га (20,6 ц/га-бункерный вес).
В 2013 году по полномочию «содействие в развитии сельскохозяйственного производства» сельскохозяйственному кооперативу «Спасбардинский» из районного бюджета было выделено 500 тыс.рублей на приобретение скота.
Через территорию поселения с запада на восток проходит железнодорожная магистраль «Транссиб» (Москва-Пермь-Владивосток). Сеть дорог с твердым покрытием проложена ко всем основным населённым пунктам сельского поселения.
Экономика поселения базируется на сельскохозяйственном производстве, добыче полезных ископаемых, обрабатывающих отраслях промышленности